# Grön och vit biologi
Biologins delområden indelas ofta i grön biologi respektive vit biologi. Grön biologi (från växternas gröna färg) betecknar ekologi och andra fältinriktade aspekter av biologi, inklusive många traditionella områden inom zoologi och botanik. Vit biologi (från laboratorierockars vita färg) betecknar den biologiska forskning som i första hand utförs i laboratorium, till exempel cell-, molekylär- och mikrobiologi.
Uppdelningen i grön och vit biologi, som alltid har varit informella beteckningar, har blivit svårare att upprätthålla i takt med att molekylärbiologiska metoder alltmer har kommit till användning även inom den gröna biologins områden.

## Exempel på grön biologi
- Botanik
- Ekologi
- Faunistik
- Floristik
- Marinbiologi
- Zoologi

## Exempel på vit biologi
- Cellbiologi
- Fysiologi
- Genetik
- Mikrobiologi
- Molekylärbiologi
- Virologi